# Парламентские выборы в Италии (1867)
Досрочные всеобщие парламентские выборы 1867 года прошли 10 (первый тур) и 17 марта (второй тур) 1867 года. На них были выбраны 443 члена Палаты депутатов Королевства Италия. Правящая либерально-консервативная партия «Правая» во главе с председателем Совета министров Беттино Рикасоли смогла немного улучшить свои показатели, получив примерно 45 % из 443 мест в палате. Всё же правым, представлявших в значительной степени аристократию Северной Италии и придерживавшихся умеренно-консервативных взглядов, вновь потребовалась поддержка умеренного крыла «Левой» и части независимых для того, чтобы обеспечить себе парламентское большинство. Неслучайно уже в апреле того же 1867 года кабинет Рикасоли пал и новое правительство сформировал лидер «Левой» Урбано Раттацци. Впрочем, его кабинет продержался лишь чуть более полугода и в октябре итальянский Совет министров возглавил генерал Луиджи Федерико Менабреа от «Правой».
Явка избирателей несколько снизилась по сравнению с предыдущими выборами. В голосовании приняли участие 258 243 человек из 498 208 имевших право голоса (население на тот момент составляло около 26 млн), таким образом, явка составила 51,83 %. Явка могла быть и выше, если бы не противодействие со стороны Католической церкви, глава которой, Пий IX, недовольный присоединением к Итальянскому королевству большей части Папской области, требовал, чтобы католики не принимали участие в выборах нового государства.

## Результаты выборов
| Партия                            | Оригинальное название | Голоса  | %     | Места |
| --------------------------------- | --------------------- | ------- | ----- | ----- |
| «Правая»                          | итал. Destra          | 92 193  | 35,7  | 200   |
| «Левая»                           | итал. Sinistra        | 77 731  | 30,1  | 163   |
| Радикалы                          | итал. Estrema         | 6 714   | 2,6   | 16    |
| Другие кандидаты                  |                       | 81 347  | 31,5  | 64    |
| Недействительные голоса           |                       | н.д.    | –     | –     |
| Всего                             |                       | 258 243 | 100   | 443   |
| Зарегистрировано избирателей/Явка |                       | 498 208 | 51,83 |       |